# Liste der Wappen in der Provinz Medio Campidano

Lage der Provinz in Italien

Die Liste der Wappen in der Provinz Medio Campidano zeigt die Wappen der Gemeinden in der Provinz Medio Campidano der autonomen Region Sardinien in der Republik Italien. In dieser Liste sind die Wappen jeweils mit einem Link auf die Gemeinde angezeigt.

## Wappen der Provinz Medio Campidano

Provinz Medio Campidano

## Wappen der Gemeinden der Provinz Medio Campidano

Arbus
Barumini
Collinas
Furtei
Genuri
Gesturi
Gonnosfanadiga
Guspini
Las Plassas
Lunamatrona
Pabillonis
Pauli Arbarei
Samassi
San Gavino Monreale
Sanluri
Sardara
Segariu
Serramanna
Serrenti
Setzu
Siddi
Tuili
Turri
Ussaramanna
Villacidro
Villamar
Villanovaforru
Villanovafranca